# Nicholas Le Prevost
Nicholas Le Prevost (Wiltshire, 18 marzo 1947) è un attore inglese.

## Primi anni
Le Prevost è nato nel Wiltshire. Ha frequentato la Shaftesbury Grammar School, Shaftesbury, Dorset dal 1957 al 1961 e la Kingswood School, Bath dal 1961 al 1964. A scuola, ha studiato architettura ecclesiastica e ha dichiarato che, se non fosse diventato un attore, avrebbe voluto diventare architetto. Si è formato alla Royal Academy of Dramatic Art.

## Carriera di attore
I suoi crediti televisivi e radiofonici includono Coronation Street, It Takes a Worried Man, The Jewel in the Crown, HR, Brideshead Revisited, The Camomile Lawn, Harnessing Peacocks, Babblewick Hall, The Ghosts of Motley Hall, Up the Garden Path, The Marlowe Inquest, L'ispettore Morse, L'ispettore Barnaby, Foyle's War, Poirot, The Vicar of Dibley e Un uomo per tutte le stagioni .
Nel 2002 è stato candidato al Laurence Olivier Award al miglior attore non protagonista in un musical per la sua interpretazione in una produzione nel West End di My Fair Lady. Sempre nel 2002 è apparso come Benedick nella produzione di Gregory Doran di Molto rumore per nulla con la Royal Shakespeare Company, al fianco di Harriet Walter.
Dal 2003, Le Prevost ha interpretato il Commissario Maigret, creato da Georges Simenon, per la BBC Radio, sostituendo il defunto Maurice Denham nel ruolo. Nel 2005 è apparso nel ruolo di William Somerset Maugham in un adattamento della BBC Radio del romanzo dell'autore Il filo del rasoio .
Le sue partecipazioni cinematografiche includono Clockwise, The Girl in a Swing e Shakespeare in Love. Nel 2009 è apparso in televisione in Margaret.
Nel luglio 2010 è apparso ne Il vero ispettore Hound di Tom Stoppard e The Critic di Richard Brinsley Sheridan al Minerva Theatre di Chichester.
Nel 2010 è apparso nel film drammatico ITV Cuore d'Africa nel ruolo di Gene.
Dal febbraio del 2015 è apparso in Uomo e superuomo al National Theatre di Londra.
Le Prevost è un regista della The Wrestling School, una compagnia teatrale londinese specializzata nel lavoro di Howard Barker.
Nel 2015 è apparso come Conte Fiskon nell'episodio La tana dei libertini della serie padre Brown della della BBC. Nel 2016 ha avuto un cameo come banchiere d'investimento per una società fittizia con sede a Londra chiamata Waterston & Price nel thriller danese Follow the Money, che è stato trasmesso dalla BBC 4 nella primavera di quell'anno. 

## Filmografia
- Crystal Gazing (1982) - Examiner No.1
- Clockwise (1986) - Preside n. 3
- The Girl in a Swing (1988) - The Vicar
- The Lost Language of Cranes (1991) - Nick
- The Camomile Lawn (1992) - Hector and Hamish
- Harnessing Peacocks (1993, film TV) - Mungo Duff
- Letters from the East (1996) - Alan
- The Land Girls (1998) - Ufficiale agricolo
- Shakespeare in Love (1998) - Sir Robert De Lesseps
- Essere considerato (2000) - Houston Jones
- Bright Young Things (2003) - Lord Maitland
- Gladiatress (2004) - Crasso
- Poirot (Agatha Christie's Poirot) – serie TV, episodio 10x04 (2006)
- Miss Conception (2008) - Dr. Dupompe
- Broken Lines (2008) - Alistair
- L'ispettore Barnaby (Midsomer Murders) - serie TV, episodi 1x03-12x01 (1998-2009)
- Made in Romania (2010) - Cedric Winters
- National Theater Live: People (2012) - Ralph Lumsden
- Run for Your Wife (2012) - DS Porterhouse
- Testament of Youth (2014) - Mr. Leighton
- National Theater Live: Man and Superman (2015) - Roebuck Ramsden (ruolo cinematografico finale)